# Okruch
Der Okruch war ein ungarisches Flächenmaß im Komitat Neutra. Es war ein sogenanntes Aussaatmaß und wurde auch als Skalitzer Maß nach einer Region in der heutigen Slowakei benannt. 
Mit zwei Metzen konnte man eine Fläche von einem Joch bestellen. Das entsprach etwa 1100 bis 1300 Quadratruten in den Komitaten Temes, Torontal, Krassó, Bács, Csanád, Csongrád. Im Komitat Békes waren es 1600 Quadratruten.
- 1 Okruch = 8 Metzen (Pressburger)